# Ла Мунтања (Сасари)
Ла Мунтања је насеље у Италији у округу Сасари, региону Сардинија.
Према процени из 2011. у насељу је живело 18 становника. Насеље се налази на надморској висини од 183 м.